# Elliot Slessor
Elliot Slessor, né le 4 août 1994 à Gateshead dans le nord-est de l'Angleterre, est un joueur de snooker anglais, professionnel depuis 2013.
Il compte cinq demi-finales dans des tournois comptant pour le classement mondial de snooker. 

## Biographie
Slessor intègre le circuit professionnel de snooker pour la saison 2013-2014. Plutôt discret lors de ses premières saisons à ce niveau, l'Anglais subit une relégation avant de réintégrer le circuit en 2016. L'année suivante, il se fait connaître à l'Open d'Irlande du Nord où, classé à la 85e place mondiale, il élimine celui qui est considéré comme le meilleur joueur de tous les temps, Ronnie O'Sullivan, puis rejoint les demi-finales. Manquant d'expérience, il est battu facilement par Mark Williams (6-2).
En 2020, Slessor effectue ses débuts au championnat du monde de snooker à Sheffield après s'être sorti des qualifications. Il réitère lors de l'édition 2023, mais se fait sortir les deux fois au premier tour. Depuis, l'Anglais n'a fait que progresser au classement. Il intègre même le top 32 mondial pour la première fois à l'issue de la saison 2024-2025, ayant fait preuve d'une bonne régularité (quart de finale à l'Open de Grande-Bretagne et nouvelle demi-finale à l'Open d'Irlande du Nord).
En août 2025, Slessor parvient à se hisser jusqu'en demi-finale du richement doté Masters d'Arabie, ce qui lui permet de se rapprocher du top 20 mondial.